# Nightmares and Dreamscapes
Nightmares and Dreamscapes är en amerikansk skräckserie i åtta avsnitt som bygger på noveller skrivna av Stephen King. Serien producerades för TNT där den först sändes 2006. I SVT sändes den första gången under 2007. 

## Avsnitt
1. Battleground
2. Crouch End
3. Umney's last case
4. The end of the whole mess
5. The road virus heads north
6. The fifth quarter
7. Autopsy room four
8. You know they got a hell of a band